# Arland Bruce
(en) Statistiques sur pro-football-reference
Arland Richard Bruce III (né le 23 novembre 1977 à Olathe au Kansas) est un joueur américain de football américain et de football canadien. Il a gagné deux fois la coupe Grey, une fois en 2004 avec les Argonauts de Toronto et une fois en 2011 avec les Lions de la Colombie-Britannique.

## Carrière professionnelle

### Chiefs de Kansas City
Le 19 avril 2000, Bruce signe avec les Chiefs de Kansas City pour être retranché le 31 août 2000.

### Blue Bombers de Winnipeg
Le 1er mai 2001, il se joint aux Blue Bombers de Winnipeg où il joue ses deux premières saisons complètes.

### 49ers de San Francisco
En 2003, il retourne essayer de jouer avec une équipe de la NFL. Le 3 mars 2003, les 49ers de San Francisco le signent.

### Argonauts de Toronto
Le 3 septembre 2004, Bruce retourne dans la LCF avec les Argonauts de Toronto. Il joue jusqu'en 2009 et gagne une coupe Grey avec cette équipe.

### Tiger-Cats de Hamilton
Le 29 juillet 2009, les Argonauts l'échangent aux Tiger-Cats de Hamilton.

### Lions de la Colombie-Britannique
Le 3 août 2011, les Tiger-Cats l'échangent aux Lions de la Colombie-Britannique. Il a été libéré par l'équipe le 18 janvier 2013.

### Alouettes de Montréal
Il signe avec les Alouettes de Montréal le 21 janvier 2013. Il est libéré en février 2014.

## Poursuite
En 2014, Arland Bruce intente une poursuite contre la Ligue canadienne de football et ses équipes concernant les commotions cérébrales qu'il a subies durant sa carrière, et en particulier parce qu'on lui a permis de jouer bien qu'il montrait des symptômes apparents de commotion. Il est débouté une première fois en mars 2016, puis encore en appel à la Cour d'appel de la Colombie-Britannique en mai 2017.